# 夏店镇 (霍邱县)
夏店镇，是中华人民共和国安徽省六安市霍邱县下辖的一个乡镇级行政单位。

## 行政区划
夏店镇下辖以下地区：
夏店村、砖佛寺村、黄竹园村、平楼村、三口塘村、砖井村、胡店村、砖洪村、民安村和周古堆村。